# Thomas Biagi
Thomas Biagi (Bologna, 1976.  május 7. –) olasz autóversenyző.

## Pályafutása
1995-ben az ötödik helyen zárt az olasz Formula–3-as bajnokságban. 1995 és 1998 között a nemzetközi Formula 3000-es sorozatban versenyzett.
2003-ban jelentős sikereket ért el az FIA GT bajnokságban. Thomas a BMS Scuderia Italia csapatában a szezon hat futamán lett első magasan uralva a mezőnyt. 2007-ben szintén bajnok lett.
2004 óta összesen három alkalommal állt rajthoz a Le Mans-i 24 órás autóversenyen. Célbaérkeznie azonban még egyszer sem sikerült.

## Eredményei

### Le Mans-i 24 órás autóverseny
| Év   | Csapat               | Autó           | Csapattárs     | Csapattárs          | Helyezés | Kiesés oka |
| ---- | -------------------- | -------------- | -------------- | ------------------- | -------- | ---------- |
| 2004 | Barron Connor Racing | Ferrari 575GTC | Danny Sullivan | John Bosch          | Kiesett  | Motorhiba  |
| 2008 | AF Corse             | Ferrari F430GT | Toni Vilander  | Christian Montanari | Kiesett  | Defekt     |
| 2009 | Racing Box           | Lola B08/80    | Andrea Piccini | Matteo Bobbi        | Kiesett  | Motorhiba  |

## Külső hivatkozások
- Hivatalos honlapja Archiválva 2008. május 2-i dátummal a Wayback Machine-ben